# Rebekka Kricheldorf
Rebekka Kricheldorf (* 9. Oktober 1974 in Freiburg im Breisgau) ist eine deutsche Dramatikerin.

## Leben
Rebekka Kricheldorf wuchs in Freiburg auf. Nach dem Abitur studierte sie an der Humboldt-Universität Berlin Romanistik (1995–1997) und absolvierte den Studiengang szenisches Schreiben an der Universität der Künste Berlin (1998–2002).
Sie schrieb Auftragswerke für das Staatstheater Stuttgart, das Theater am Neumarkt Zürich, das Staatstheater Kassel und für Deutsches Theater Berlin; 2004 war sie Hausautorin am Nationaltheater Mannheim, von 2009 bis 2011 am Theaterhaus Jena, wo sie auch als Dramaturgin und Mitglied der künstlerischen Leitung tätig war.
Mit ihren Stücken Die Ballade vom Nadelbaumkiller, Alltag & Ekstase und Fräulein Agnes wurde sie 2005, 2014 und 2018 zu den Mülheimer Theatertagen eingeladen. Kricheldorf gestaltete die achte Saarbrücker Poetikdozentur für Dramatik an drei Montagabenden im Juni und Juli 2019 an der Universität des Saarlandes. 2021 erschien ihr Roman Lustprinzip, in dem sie die Berliner Subkultur der Nachwendezeit in den Fokus rückt.
Rebekka Kricheldorf lebt in Berlin.

## Auszeichnungen
- 2001 Einladung zur Göttinger Dramatiker-Werkstatt; Aufenthaltsstipendium auf Schloss Wiepersdorf
- 2002 Autorenpreis der deutschsprachigen Theaterverlage und Publikumspreis beim Heidelberger Stückemarkt (für Prinzessin Nicoletta)
- 2003 Kleist-Förderpreis (für Kriegerfleisch)
- 2010 Kasseler Literaturpreis (Förderpreis) der Stadt Kassel
- 2019 Saarbrücker Poetikdozentur für Dramatik

## Werke

### Romane
- Lustprinzip. Rowohlt Berlin, Berlin 2021, ISBN 978-3-7371-0069-4.

### Stücke
- Prinzessin Nicoletta. Ein Märchen für Erwachsene. Berlin-Dahlem (Kiepenheuer Bühnenvertriebs-GmbH) 2003. UA 8. März 2003 Gießen (Stadttheater; Regie: Peter Hailer)
- Kriegerfleisch. UA 2004 Münster (Städtische Bühnen; Regie: Thomas Bockelmann)
- Die Ballade vom Nadelbaumkiller. Toulouse (Presses Univ. du Mirail) 2006. UA 18. Mai 2004 Stuttgart (Staatstheater; Regie: Erich Sidler)
- Floreana. UA 20. Mai 2004 Zürich (Theater am Neumarkt; Regie: Crescentia Dünsser)
- Schneckenportrait. UA 16. September 2005 Osnabrück (Theater Osnabrück; Regie: Nina Gühlstorff)
- Hotel Disparu. UA 13. September 2006 Zürich (Theater am Neumarkt; Regie: Erich Sidler und Ingo Kerkhof)
- Rosa und Blanca. UA 13. Januar 2006 Kassel (Staatstheater; Regie: Thomas Bockelmann)
- Landors Phantomtod. UA 23. Februar 2006 Mannheim (Nationaltheater; Regie: Stephanie Mohr)
- Liebesdienst (Vier von Vierzigtausend). UA 15. Juni 2006 München (Theater Halle 7 Kultfabrik; Regie: Oliver Zimmer)
- Neues Glück mit totem Model. Sozialfiktion. UA 18. Dezember 2007 Dresden (Staatsschauspiel; Koproduktion mit dem Theaterhaus Jena; Regie: Markus Heinzelmann)
- Der Kopf des Biografen UA 23. Januar 2009 Osnabrück (Theater Osnabrück; Regie: Nina Gühlstorff)
- Das Ding aus dem Meer. Ein Katastrophenstück. UA 13. März 2009 Kassel (Staatstheater Kassel; Regie: Thomas Bockelmann)
- Mechanische Tiere.  UA 16. März 2009 Bern (Stadttheater Bern; Regie: Phil Hayes)
- Villa Dolorosa. UA 15. Oktober 2009 Jena (Theaterhaus Jena; Regie: Markus Heinzelmann)
- Robert Redfords Hände Selig. UA 3. Oktober 2010 Kassel (Staatstheater Kassel; Regie: Schirin Khodadadian)
- Gotham City I – Eine Stadt sucht ihren Helden. UA 14. Oktober 2010 Jena (Theaterhaus Jena; Regie: Markus Heinzelmann)
- Murder Ballads.  UA 12. Februar 2011 Bern (Stadttheater Bern; Regie: Erich Sidler)
- Gotham City II – der Film. Autobahn in die Hölle. UA 21. Mai 2011 Jena (Theaterhaus Jena; Regie: Markus Heinzelmann)
- Gotham City III – Das Musical. Auferstanden aus Ruinen. UA 7. Juli 2011 Jena (Theaterhaus Jena; Regie: Markus Heinzelmann)
- Der große Gatsby. UA 13. Januar 2012 Hamburg (Deutsches Schauspielhaus; Regie: Markus Heinzelmann)
- Testosteron. UA 23. November 2012 Kassel (Staatstheater Kassel; Regie: Schirin Khodadadian)[3]
- Sergeant Superpower rettet Amerika. UA 12. Oktober 2013 Heidelberg (Theater und Orchester Heidelberg; Regie: Erich Sidler)[4]
- Alltag & Ekstase. UA 17. Januar 2014 Berlin (Deutsches Theater Berlin; Regie: Daniela Löffner)[5]
- Homo Empathicus. UA 3. Oktober 2014 Göttingen (Deutsches Theater Göttingen; Regie: Erich Sidler)[6]
- In der Fremde. UA 20. November 2015 Göttingen (Deutsches Theater Göttingen; Regie: Erich Sidler)
- Das blaue Licht/Dienen . UA 10. Februar 2017 Kassel (Staatstheater Kassel; Regie: Schirin Khodadadian)
- Fräulein Agnes . UA 22. September 2017 Göttingen (Deutsches Theater Göttingen; Regie: Erich Sidler)
- Robert Redfords Hände selig . UA 7. April 2018 Nürnberg (Staatstheater Nürnberg; Regie: Bettina Bruinier)
- Don Quijote. Komödie nach Miguel de Cervantes. UA 22. Juni 2018 Tübingen (Landestheater Tübingen; Regie: Jan Jochymski)
- Intervention. UA 24. Januar 2019 Kassel (Staatstheater Kassel; Regie: Shirin Khodadadian)
- Das Haus auf Monkey Island. UA 23. Februar 2019 Oldenburg (Staatstheater Oldenburg; Regie: Matthias Kaschig)
- Werwolf. Eine Mythengroteske. UA 30. März 2019 Saarbrücken (Saarländisches Staatstheater; Regie: Bettina Bruinier)

### Übersetzungen
- Schade, dass sie eine Hure war (nach ’Tis Pity She's a Whore von John Ford). UA 28. Februar 2002 Zürich (Theater am Neumarkt; Regie: Simone Blattner)
- Weiße Teufel (nach The White Devil von John Webster). UA 23. März 2007 Bonn (Theater)

### Vertonungen
- Don't trust the Crocodile Dog für Stimme und Ensemble, Komponist: Moritz Eggert (UA: Münchener A•DEvantgarde-Festival 2005)